# Esquí alpí als Jocs Olímpics d'hivern de 2010
Als Jocs Olímpics d'Hivern de 2010 celebrats a la ciutat de Vancouver (Canadà) es disputaren deu proves d'esquí alpí, cinc en categoria masculina i cinc més en categoria femenina.
Les proves es realitzaren entre els dies 15 i 27 de febrer de 2010 a les instal·lacions de Whistler Blackcomb. Hi participaren un total de 309 esquiadors, entre ells 176 homes i 133 dones, de 71 comitès nacionals diferents.

## Resultats

### Homes
| Event           | Or                           | Or      | Plata                        | Plata   | Bronze                          | Bronze  |
| Descens         | Didier Défago · Suïssa       | 1:54,31 | Aksel Lund Svindal · Noruega | 1:54,38 | Bode Miller · Estats Units      | 1:54,40 |
| Super-G         | Aksel Lund Svindal · Noruega | 1:30,34 | Bode Miller · Estats Units   | 1:30,62 | Andrew Weibrecht · Estats Units | 1:30,65 |
| Eslàlom gegant  | Carlo Janka · Suïssa         | 2:37,83 | Kjetil Jansrud · Noruega     | 2:38,22 | Aksel Lund Svindal · Noruega    | 2:38,44 |
| Eslàlom         | Giuliano Razzoli · Itàlia    | 1:39,32 | Ivica Kostelić · Croàcia     | 1:39,48 | André Myhrer · Suècia           | 1:39,76 |
| Super combinada | Bode Miller · Estats Units   | 2:44,92 | Ivica Kostelić · Croàcia     | 2:45,25 | Silvan Zurbriggen · Suïssa      | 2:45,32 |

### Dones
| Event           | Or                             | Or      | Plata                        | Plata   | Bronze                      | Bronze  |
| Descens         | Lindsey Vonn · Estats Units    | 1:44,19 | Julia Mancuso · Estats Units | 1:44,75 | Elisabeth Görgl · Àustria   | 1:45,65 |
| Super-G         | Andrea Fischbacher · Àustria   | 1:20,14 | Tina Maze · Eslovènia        | 1:20,63 | Lindsey Vonn · Estats Units | 1:20,88 |
| Eslàlom gegant  | Viktoria Rebensburg · Alemanya | 2:27,11 | Tina Maze · Eslovènia        | 2:27,15 | Elisabeth Görgl · Àustria   | 2:27,25 |
| Eslàlom         | Maria Riesch · Alemanya        | 1:42,89 | Marlies Schild · Àustria     | 1:43,32 | Šárka Záhrobská · Txèquia   | 1:43,90 |
| Super combinada | Maria Riesch · Alemanya        | 2:09,14 | Julia Mancuso · Estats Units | 2:10,08 | Anja Pärson · Suècia        | 2:10,19 |

## Medaller
| Pos. | País         | Or | Plata | Bronze | Total |
| 1    | Alemanya     | 3  | 0     | 0      | 3     |
| 2    | Estats Units | 2  | 3     | 3      | 8     |
| 3    | Suïssa       | 2  | 0     | 1      | 3     |
| 4    | Noruega      | 1  | 2     | 1      | 4     |
| 5    | Àustria      | 1  | 1     | 2      | 4     |
| 6    | Itàlia       | 1  | 0     | 0      | 1     |
| 7    | Croàcia      | 0  | 2     | 0      | 2     |
| 7    | Eslovènia    | 0  | 2     | 0      | 2     |
| 9    | Suècia       | 0  | 0     | 2      | 2     |
| 10   | Txèquia      | 0  | 0     | 1      | 1     |